# Guy Dollé
Guy Dollé (* 31. Oktober 1942 in Roye-sur-Matz, Département Oise, Frankreich) ist ein französischer Manager. Er war von 2002 bis 2006 Geschäftsführer (CEO) des Stahlkonzerns Arcelor.

## Biographie
Geboren wurde Dollé als Sohn eines Kunstglasers. Kurz nach seiner Geburt siedelte seine Familie nach Metz in Nordfrankreich um. Später studierte er an der École polytechnique in Paris. 1966 arbeitete er in dem Forschungszentrum der Stahlbranche Irsid in Metz.
1976 heiratete er.
1980 stieg er in das Management des Stahlkonzerns Usinor ein und wurde Chef der Division für „Bleche und Rohre“.
Von April bis Mai 1993 war er Vorstandsvorsitzender der Saarstahl AG, nach Anmeldung des Konkursverfahrens musste er zurücktreten. Im selben Jahr wurde er CEO und Chairman von Usinor.
1995 wurde er Executive Vice President verantwortlich für „Planung und internationale Beziehungen“.
1997 wurde er für die Division „rostfreie Stahle und Legierungen“. 1999 wurde er Senior Executive Vice President des Konzerns. 2002 nach der Fusion von Arbed und Aceralia mit Usinor wurde er Chief Executive Officer des Konzerns. Nach der feindlichen Übernahme Arcelors durch die Mittal Steel Company am 25. Juni 2006 übernahm Lakshmi Mittal den Posten des Geschäftsführers.
Dollé hat einen Sohn und eine Tochter.